# Liseberg, Stockholm
För andra betydelser, se Liseberg (olika betydelser).
Liseberg är en stadsdel i Söderort inom Stockholms kommun. Den gränsar till Örby Slott, Solberga, Älvsjö och Östberga. Ytan uppgår till 38 hektar, vilket gör stadsdelen till den minsta i hela Söderort.

## Historia

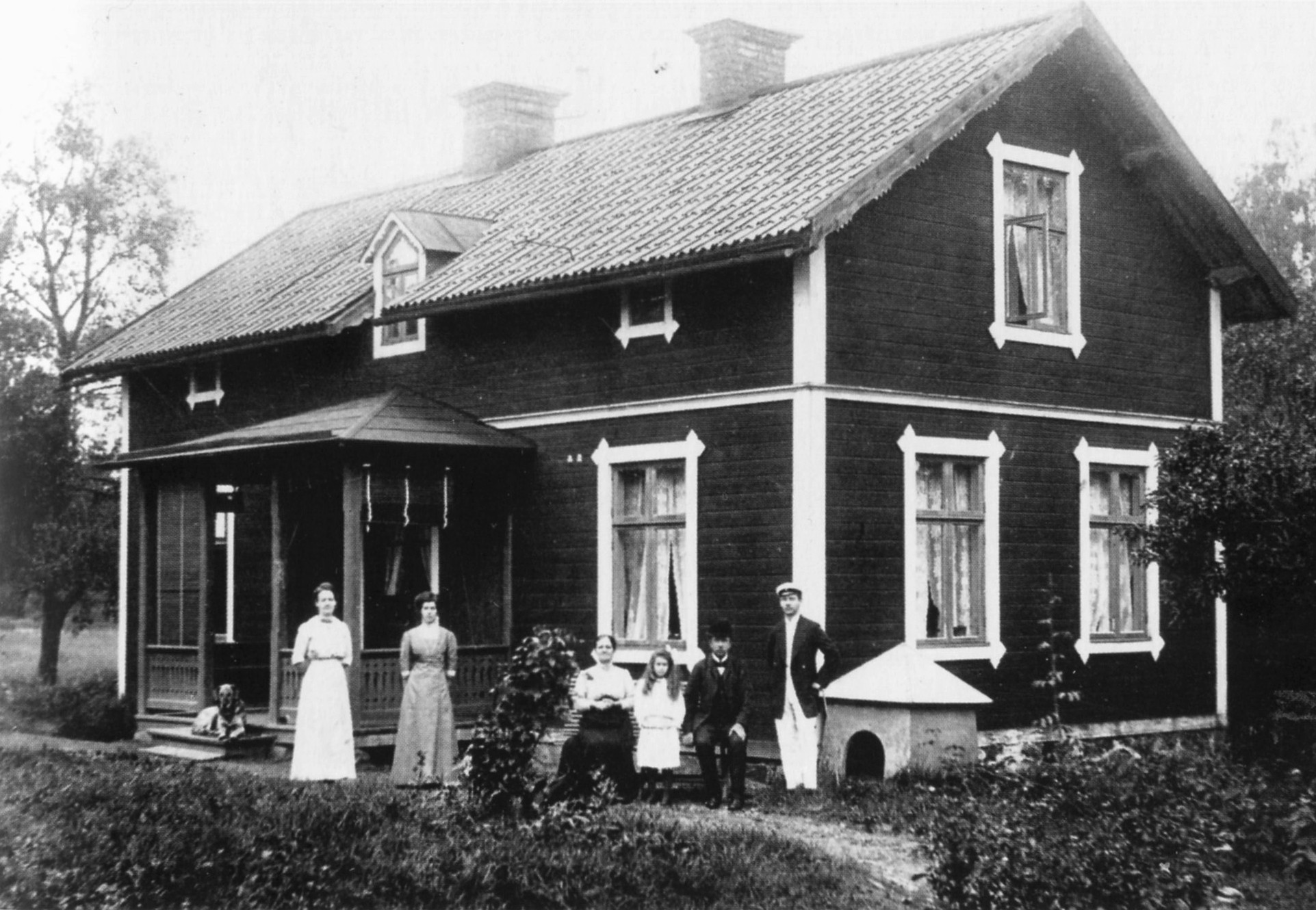
Lisebergs gård på 1910-talet.

Stadsdelen bildades 1932. Liseberg tillhörde tidigare Västberga gård, Liseberg var namnet på ett torp som från 1778 låg vid nuvarande Jultomtestigen 13-15, några byggnader finns ännu kvar vid Lisebergsvägen 118. Fram till 1968 låg krogbyggnaden Lerkrogen snett emot Brännkyrka kyrka. Den monterades då ned, och återfinns nu i Solberga. Från 1649 låg på den plats där Lisebergs bollplan nu finns torpet Anneboda som tillhörde Ersta gård. Den gamla utfartsvägen från Stockholm, Gamla Göta landsväg finns vid stadsdelens gräns mot Örby Slott, nu med namnet Götalandsvägen. I slutet av 1800-talet anlades Brännkyrka nya begravningsplats strax nordväst om Liseberg.
Vid sekelskiftet 1900 styckade ägaren till Västberga gård av tomter som såldes till enskilda personer. 1917 såldes området till Fastighets AB Västberga som började bebygga området. 1921 fastställdes den första stadsplanen, och då fanns det i området ett 30-tal bostadshus. I början av 1920-talet uppfördes fem hyreshus längs Lisebergsvägen, och tre av dem finns ännu kvar.
Mitt i Liseberg ligger parken Fem Fålars brunn. Platsen omges i söder av radhus uppförda 1920 och i norr av ett flerfamiljshus uppfört 1930. De övriga byggnaderna i närheten uppfördes i slutet av 1940-talet. Den ligger mellan Annandagsvägen, Fem Fålars väg, Staffan Stallares väg och Ottesångsvägen. Platsen är cirka 40 × 30 meter i diameter. Den fick sitt namn 1953, vilket syftar på de fem hästarna i Staffansvisan.
År 1957 uppfördes Blomsterfondens fem punkthus i rött tegel, arkitekt Hans Åkerblad och Björn Howander. Ett radhusområde bestående av 60 enheter i kvarteren Anneboda och Julkortet tillkom 1960 med arkitektkontoret Höjer & Ljungqvist som upphovsman. 2006 uppfördes tio radhus, i kvarteret Jullovet. Ansvarig arkitekt var Bertil Arlert på arkitektkontoret Equator.

## Bilder

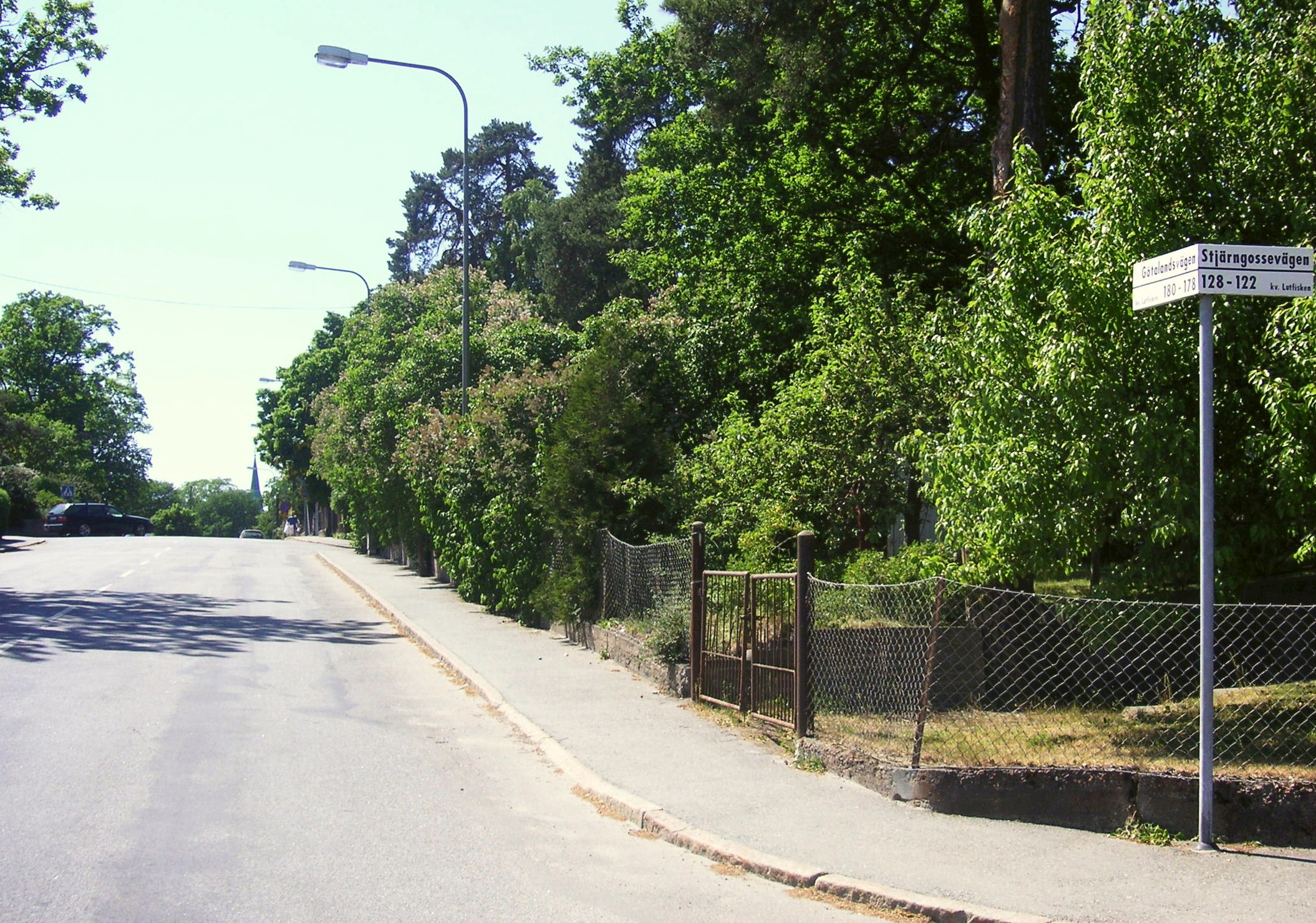
Götalandsvägen utgör stadsdelens södra gräns.
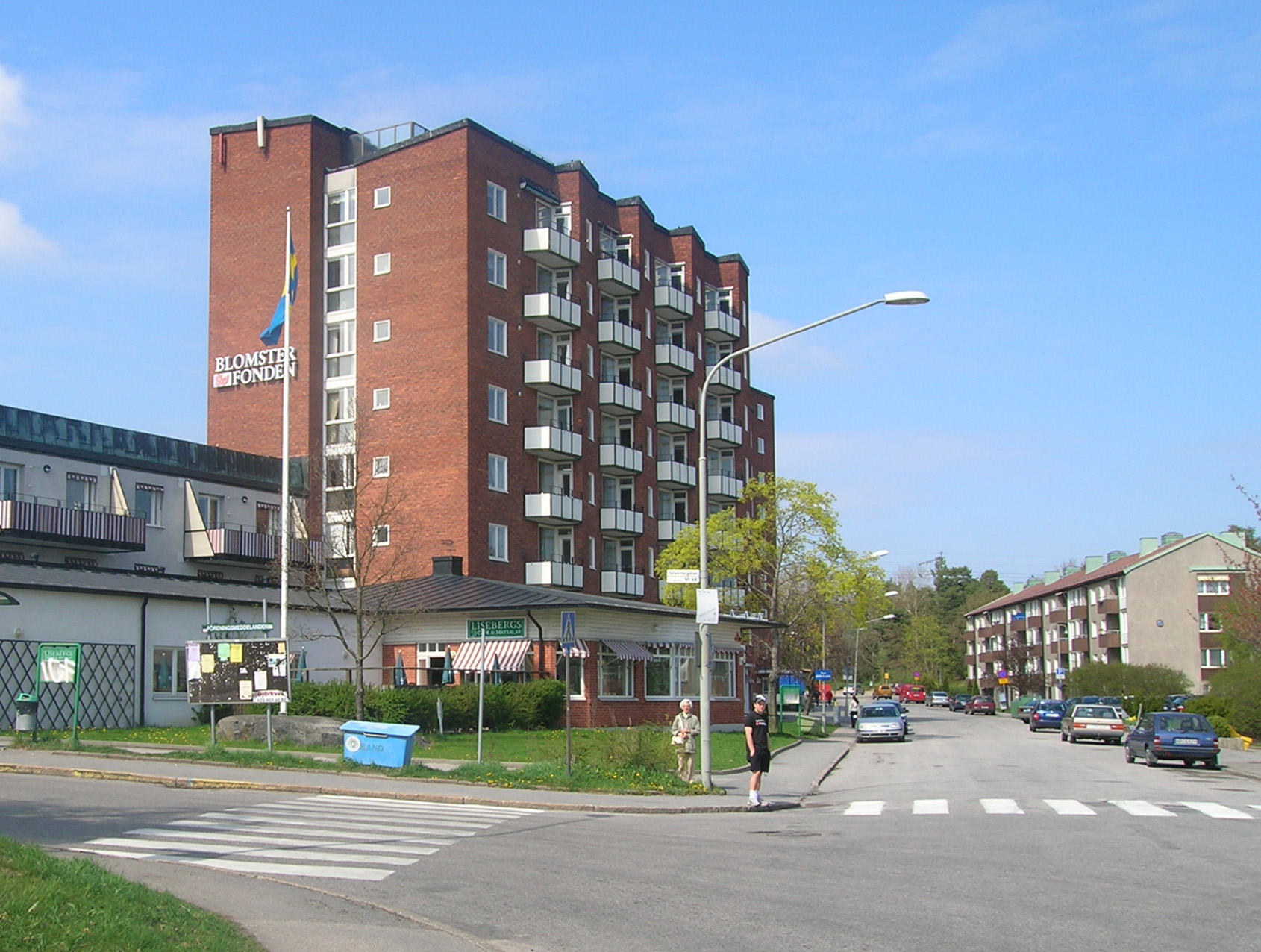
Blomsterfondens hus uppfördes 1957.
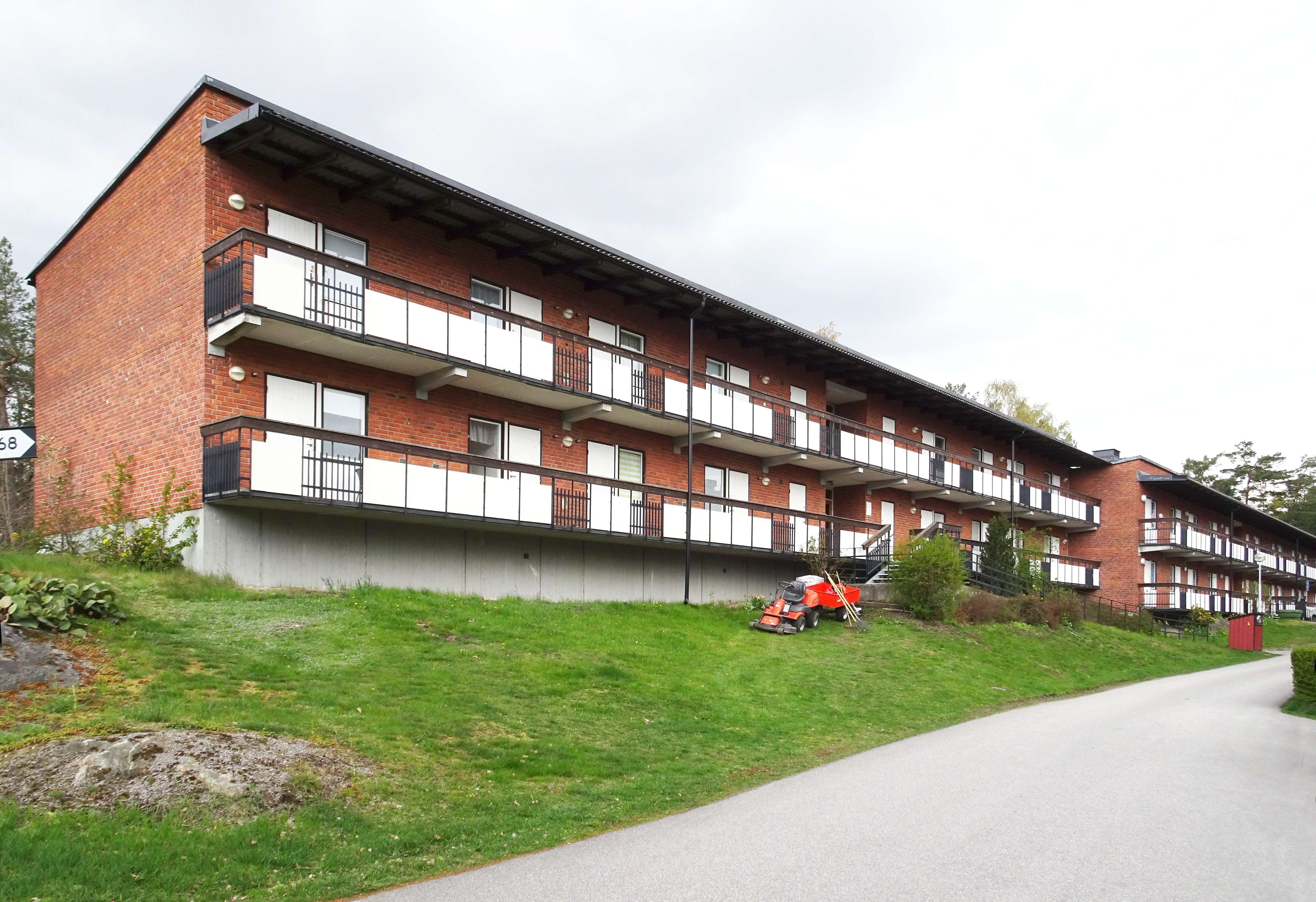
Blomsterfondens seniorboende i Liseberg.
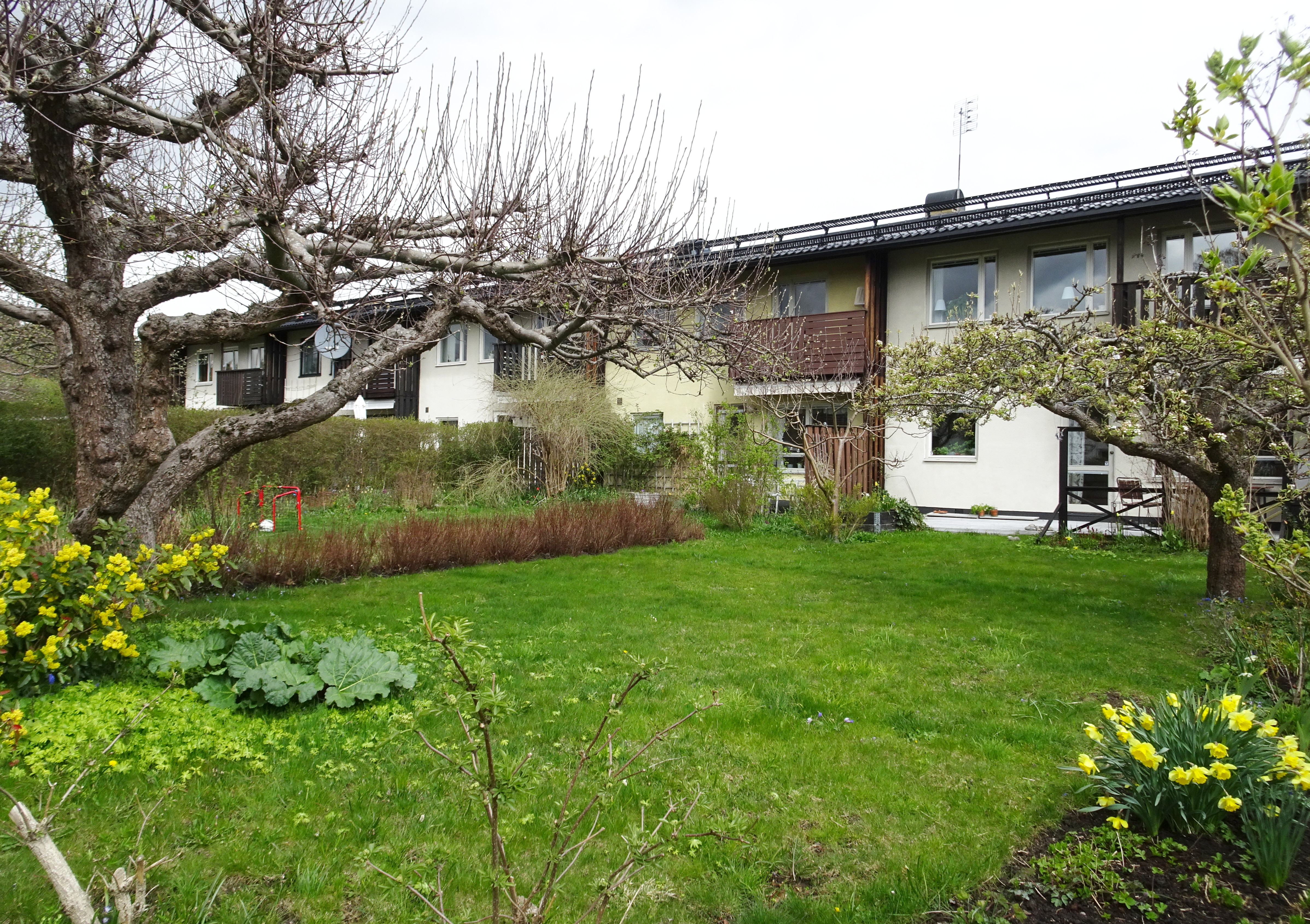
Radhusområdet i kvarteret Anneboda uppfördes 1960 efter ritningar av Höjer & Ljungqvist.

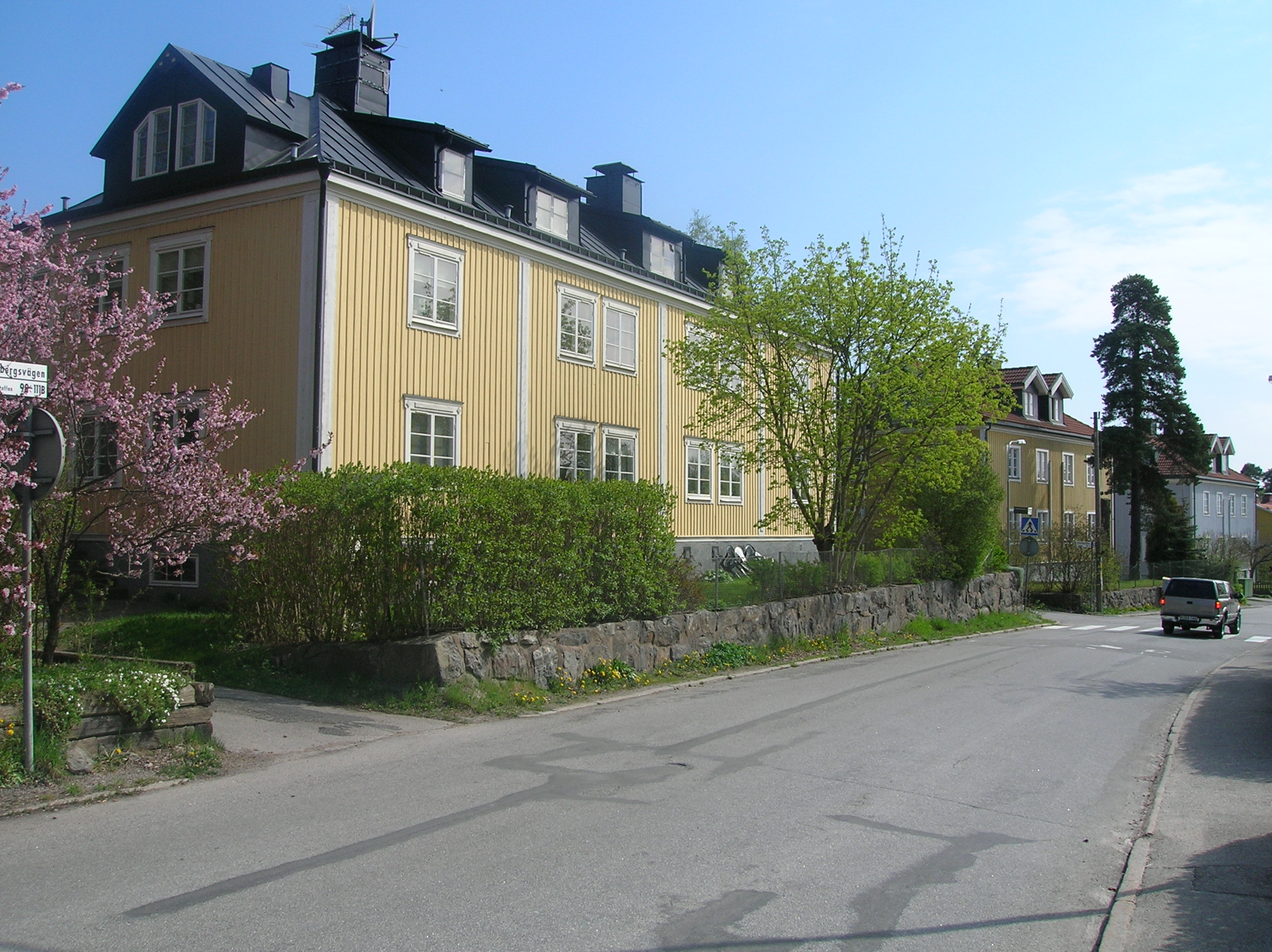
Husen på Lisebergsvägen 125 uppfördes cirka 1920.
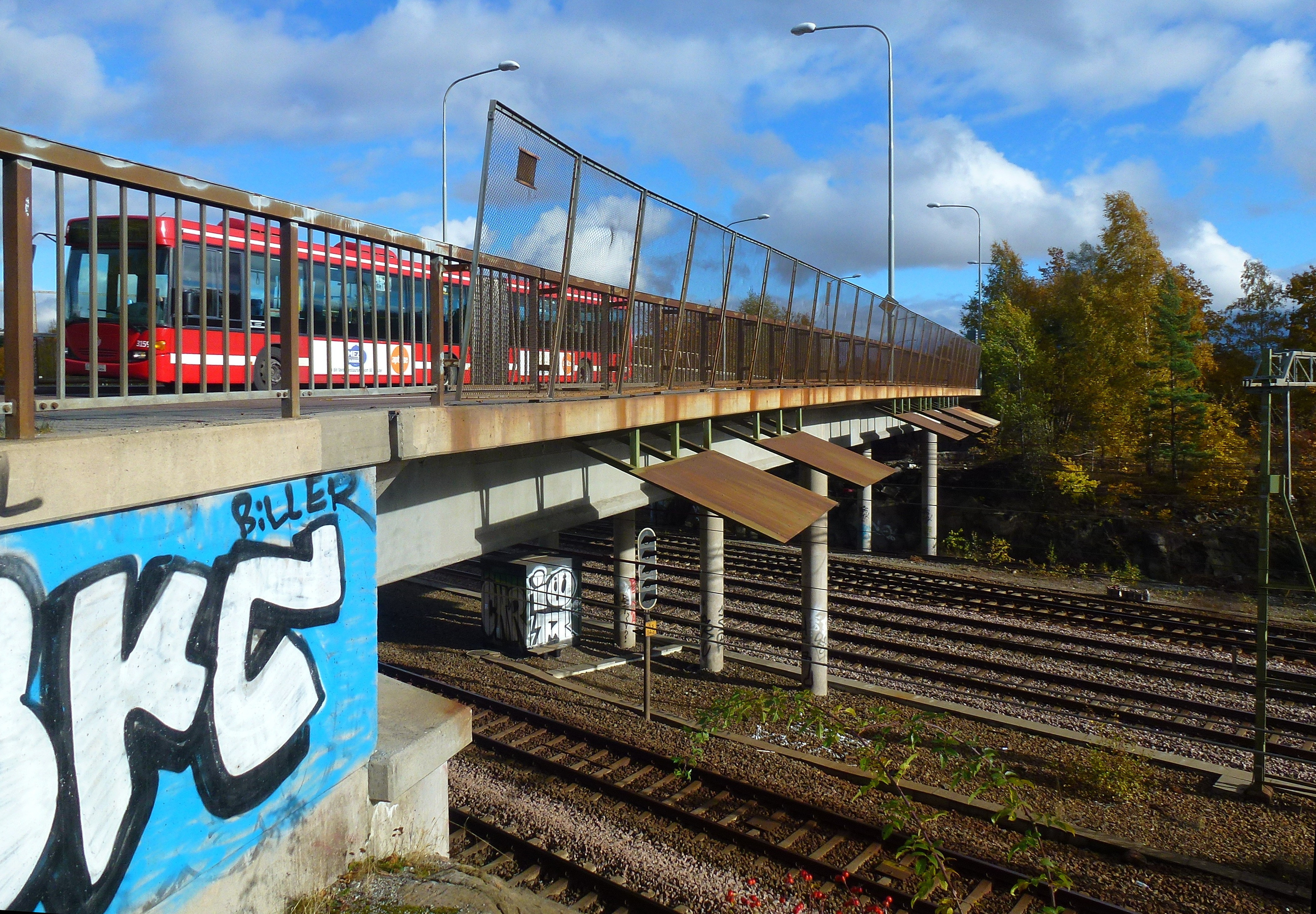
Götalandsviadukten ligger inom stadsdelen.
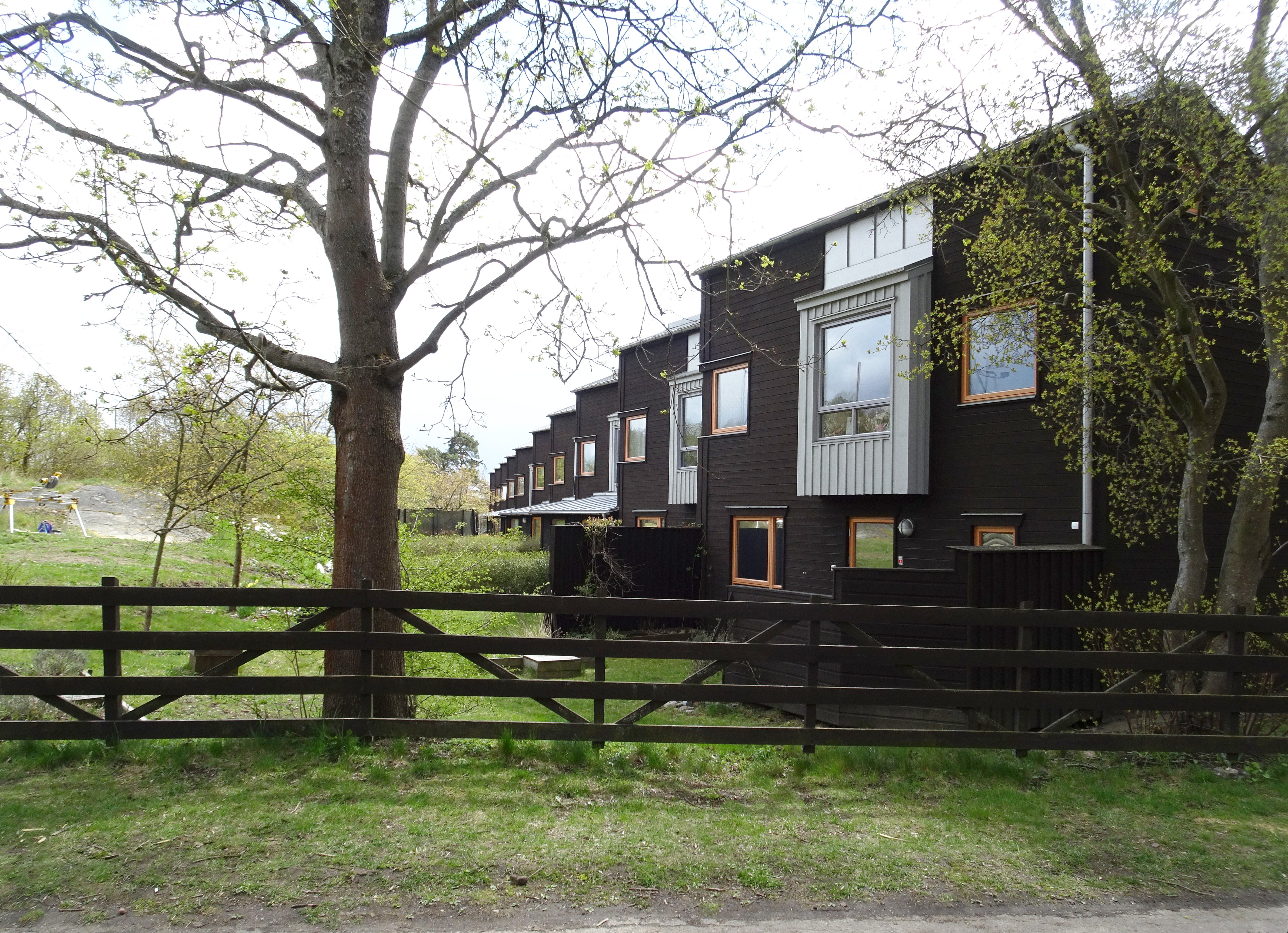
Radhusområdet i kvarteret Jullovet uppfördes 2006.
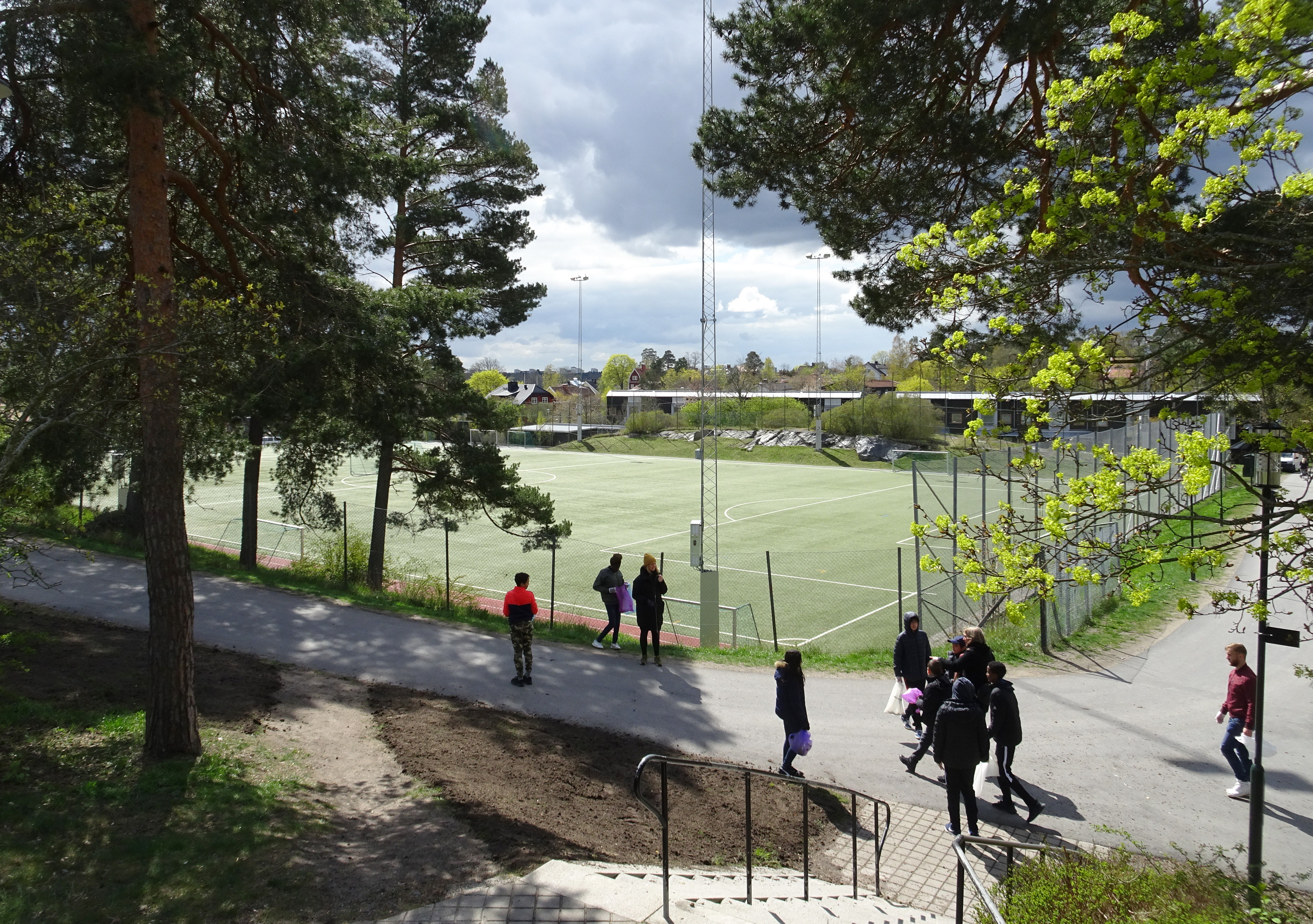
Lisebergs bollplan.

## Demografi
År 2017 hade stadsdelen cirka 1 500 invånare, varav cirka 16,2 procent med utländsk bakgrund.